# Bokermannohyla saxicola
Bokermannohyla saxicola é uma espécie de anfíbio da família Hylidae. Endêmica do Brasil, pode ser encontrada na Serra do Espinhaço, no estado de Minas Gerais.